# Jorge Maya
Jorge Maya, vollständiger Name Jorge Maya Dodera , (* 5. Mai 1944) ist ein ehemaliger uruguayischer Basketballspieler.

## Karriere

### Verein
Der je nach Quellenlage 1,77 Meter oder 1,78 Meter große Maya spielte auf Vereinsebene 1960er Jahre für Welcome. In den Jahren des Meisterschaftsgewinns 1966 und 1967 wird er auf zwei Mannschaftsbildern jener Saison als Spieler des Teams ausgewiesen.

### Nationalmannschaft
Für die nationalen Auswahlteams Uruguays wurde Maya ebenfalls nominiert. 1964 nahm er als jüngster Spieler der Mannschaft an den Olympischen Spielen 1964 teil. Mit der von Trainer Raúl Ballefín trainierten Mannschaft belegte das Team in Tokio den achten Rang. Maya kam in sechs Spielen zum Einsatz und erzielte dabei pro Spiel 4,5 Punkte im Schnitt.